# Larry Jones
Larry R. Jones (Columbus, 22 settembre 1942 – 16 agosto 2025) è stato un cestista e allenatore di pallacanestro statunitense, professionista nella NBA e nella ABA.

## Carriera
Venne selezionato dai Los Angeles Lakers al quinto giro del Draft NBA 1963 (43ª scelta assoluta) e dai Philadelphia 76ers al terzo giro del Draft NBA 1964 (20ª scelta assoluta).

## Statistiche

### ABA-NBA

#### Regular season
| Anno            | Squadra                  | PG  | PT | MP   | TC%  | 3P%  | TL%  | RP  | AP  | PRP | SP  | PP   |
| --------------- | ------------------------ | --- | -- | ---- | ---- | ---- | ---- | --- | --- | --- | --- | ---- |
| 1964-1965       | Philadelphia 76ers (NBA) | 23  |    | 15,6 | 30,7 |      | 71,2 | 2,5 | 1,7 |     |     | 5,7  |
| 1967-1968       | Denver Rockets (ABA)     | 76  |    | 40,6 | 42,7 | 19,0 | 77,6 | 7,9 | 3,6 |     |     | 22,9 |
| 1968-1969       | Denver Rockets           | 75  |    | 40,6 | 46,5 | 24,0 | 77,8 | 6,6 | 3,4 |     |     | 28,4 |
| 1969-1970       | Denver Rockets           | 75  |    | 40,4 | 43,4 | 24,8 | 79,1 | 5,2 | 5,7 |     |     | 24,9 |
| 1970-1971       | The Floridians (ABA)     | 84  |    | 43,0 | 46,7 | 36,3 | 80,2 | 5,4 | 4,6 |     |     | 24,3 |
| 1971-1972       | The Floridians           | 66  |    | 34,2 | 53,1 | 30,0 | 80,4 | 4,7 | 3,2 |     |     | 17,6 |
| 1972-1973       | Utah Stars (ABA)         | 27  |    | 16,6 | 43,8 | 36,4 | 81,7 | 2,3 | 1,6 |     |     | 6,2  |
| 1972-1973       | Dallas Chaparrals (ABA)  | 53  |    | 23,7 | 46,8 | 26,1 | 83,2 | 3,4 | 3,1 |     |     | 10,0 |
| 1973-1974       | Philadelphia 76ers (NBA) | 72  | 60 | 26,1 | 42,3 |      | 83,8 | 2,6 | 3,2 | 1,2 | 0,3 | 10,0 |
| Carriera ABA    | Carriera ABA             | 456 |    | 36,7 | 45,9 | 27,7 | 79,1 | 5,4 | 3,9 |     |     | 21,9 |
| Carriera NBA    | Carriera NBA             | 95  | 60 | 23,5 | 40,0 |      | 81,5 | 2,5 | 2,8 | 1,2 | 0,3 | 9,0  |
| Carriera Totale | Carriera Totale          | 551 |    | 34,4 | 45,3 | 27,7 | 79,3 | 4,9 | 3,7 | 1,2 | 0,3 | 19,1 |

#### Massimi in carriera
Regular season
- Massimo di punti in ABA: 52 (2 volte)
- Massimo di punti in NBA: 22 vs Kansas City-Omaha Kings (20 novembre 1973)
- Massimo di rimbalzi in ABA: 17 vs New Jersey Americans (24 febbraio 1968)
- Massimo di rimbalzi in NBA: 9 (2 volte)
- Massimo di assist in ABA: 13 vs Los Angeles Stars (15 aprile 1970)
- Massimo di assist in NBA: 11 vs Kansas City-Omaha Kings (21 novembre 1973)
- Massimo di palle rubate in NBA: 5 vs Cleveland Cavaliers (5 dicembre 1973)*
- Massimo di stoppate in NBA: 1 (2 volte)*

(* tenendo conto dei dati NBA al momento disponibili e che le statistiche di queste categorie vennero registrate sistematicamente solo dalla stagione ABA 1973-1974 e NBA 1973-1974)

#### Play-off
| Anno            | Squadra                  | PG | PT | MP   | TC%  | 3P%  | TL%  | RP  | AP  | PRP | SP | PP   |
| --------------- | ------------------------ | -- | -- | ---- | ---- | ---- | ---- | --- | --- | --- | -- | ---- |
| 1965            | Philadelphia 76ers (NBA) | 5  |    | 5,0  | 41,7 |      | 63,6 | 0,8 | 0,4 |     |    | 3,4  |
| 1968            | Denver Rockets (ABA)     | 1  |    | 41,0 | 60,0 |      | 62,5 | 4,0 | 4,0 |     |    | 29,0 |
| 1969            | Denver Rockets           | 7  |    | 40,3 | 35,8 | 37,5 | 72,4 | 7,7 | 4,6 |     |    | 22,0 |
| 1970            | Denver Rockets           | 12 |    | 44,6 | 54,6 | 25,0 | 87,1 | 5,3 | 6,3 |     |    | 26,6 |
| 1971            | The Floridians (ABA)     | 6  |    | 36,0 | 39,5 | 25,0 | 91,7 | 4,2 | 6,2 |     |    | 17,2 |
| 1972            | The Floridians           | 4  |    | 28,8 | 34,2 | 0,0  | 82,4 | 3,3 | 2,3 |     |    | 10,0 |
| Carriera ABA    | Carriera ABA             | 30 |    | 39,6 | 45,4 | 27,0 | 81,9 | 5,3 | 5,3 |     |    | 21,5 |
| Carriera NBA    | Carriera NBA             | 5  |    | 5,0  | 41,7 |      | 63,6 | 0,8 | 0,4 |     |    | 3,4  |
| Carriera Totale | Carriera Totale          | 35 |    | 34,7 | 45,3 | 27,0 | 81,1 | 4,7 | 4,6 |     |    | 18,9 |

#### Massimi in carriera
Play-off
- Massimo di punti in ABA: 37 vs Los Angeles Stars (30 aprile 1970)
- Massimo di punti in NBA: 6 vs Boston Celtics (9 aprile 1965)
- Massimo di rimbalzi in ABA: 11 (2 volte)
- Massimo di rimbalzi in NBA: 3 vs Boston Celtics (9 aprile 1965)
- Massimo di assist in ABA: 10 vs Los Angeles Stars (30 aprile 1970)
- Massimo di assist in NBA: 2 vs Boston Celtics (9 aprile 1965)

## Palmarès
- All-ABA Team: 3

First Team: 1968, 1969, 1970
- ABA All-Star Game: 4

1968, 1969, 1970, 1971
- Maggior numero di punti totali in stagione ABA: (1968-1969)
- Maggior numero di tiri liberi segnati in stagione ABA: (1968-1969)
- Sedicesimo miglior marcatore di sempre ABA
- Decimo migliore marcatore di sempre per punti a partita ABA in regular season (21,2 punti a partita)
- Diciottesimo per numero di assist di sempre ABA
- Quinto per numero di tiri liberi realizzati nella storia dell'ABA
- Quarantaseiesimo migliore rimbalzista di sempre ABA